# Никола Калинич
Нико́ла Кали́нич (хорв. Nikola Kalinić; нар. 5 січня 1988, Солін, СФРЮ) — хорватський футболіст, нападник.
Виступав, зокрема за сплітський «Хайдук» та національну збірну Хорватії.

## Кар'єра

### Хорватські клуби
Першим клубом Николи став «Хайдук» (Спліт). Він був його гравцем протягом 2005—2009 років. Але спочатку його віддавали в оренди, спершу в «Істру 1961», де він за 12 матчі забив 3 голи. А потім стільки ж м'ячів забив за 8 матчів у «Шибенику». І вже тільки потім почав грати за клуб зі Спліту. У складі «Хайдуку» він зіграв 79 матчів і забив 44 м'ячі. Після цього ним почали цікавитися інші клуби.

### «Блекберн Роверз»
У 2009 році перейшов до англійського клубу «Блекберн Роверз» за 7 млн євро. За 44 матчі забив лише 7 голів. Дебютував у клубі в матчі проти «Сандерленда». Дебютний гол забив у Кубку Анлії в ворота «Пітерборо Юнайтед».
Далі Никола зміг забити в ворота «Челсі». А потім декількох матчах проти «Астон Вілли» зміг покращити свою статистику. Утім, попри достатньо ігрового часу, кількість забитих голів залишалася досить невисокою.
У грудні 2010 року команду залишив головний тренер Сем Еллардайс, який запрошував Калинича до Англії. Його наступник Стів Кін відразу дав зрозуміти, що не розраховує на хорватського нападника, і той має підшукати собі новий клуб.

### «Дніпро»

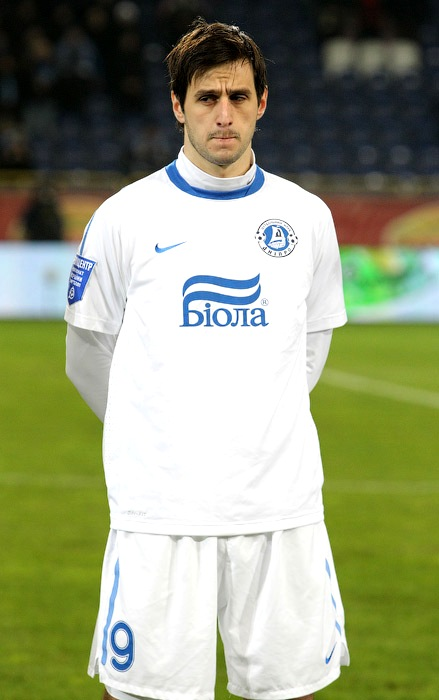
Нікола Калинич у формі «Дніпра»

Влітку 2011 року уклав 4-річний контракт з «Дніпром», де отримав № 9. За нову команду дебютував 13 серпня у матчі проти донецького «Шахтаря», вийшовши на заміну на 59-й хвилині. На 68-й отримав попередження за симуляцію в штрафному майданчику суперника, на 81-й забив свій перший гол за «Дніпро», а на наступній хвилині отримав пряме вилучення за удар ліктем захисника Олександра Кучера. 30 вересня забив перший дубль за нову команду в домашньому матчі з «Олександрією», а 26 листопада — другий, на виїзді луцькій «Волині».
Свій перший сезон у «Дніпрі» завершив з десятьма голами в українській першості, ставши найкращим бомбардиром команди.
Влітку 2012 року до команди повернувся Євген Селезньов, що за стилем гри і завданнями на полі став прямим конурентом Калинича за місце у складі. До того ж ключові ролі на завершальній стадії атак почали відводитися менш габаритним та швидкішим нападникам — Матеусу та Роману Зозулі. Тому протягом сезонів 2012/13 і 2013/14 Калинич не відносився до головних бомбардирів «Дніпра», хоча й регулярно відзначався важливими для команди голами.
Найбільш успішним для команди і самого гравця став сезон 2014/2015. Перед його початком іспанця Хуанде Рамоса на тренерському містку команди змінив Мирон Маркевич, який почав відводити більш важливу роль габаритним форвардам у тактиці «Дніпра». В результаті Калинич і інший гравець аналогічного амплуа, Селезньов, на двох в усіх змаганнях протягом сезону відзначилися 32 забитими голами. При цьому гольовий здобуток хорвата виявився значнішим — 19 голів у 48 матчах в усіх турнірах. Сезон ледь не став тріумфальним для «Дніпра» на євроарені — команди дійшла фіналу Ліги Європи. У вирішальній грі саме Калинич відкрив рахунок; відправивши м'яч головою у ворота «Севільї», проте втримати переможний рахунок українська команда не змогла і поступилася 2:3.
Сезон 2015/2016 також почав у «Дніпрі». На початку чемпіонату відзначився 3 голами у 4 матчах, проте у серпні 2015 року залишив «Дніпро».

### «Фіорентіна»
14 серпня 2015 року приєднався до італійської «Фіорентіни», суму трансферу було оцінено у 5,5 мільйонів євро. У новому клубі відразу став одним з основних нападників, протягом дебютного сезону в Серії A відзначився 12 забитими голами, поступившись у суперечці найкращих бомбардирів команди лише словенцю Йосипу Іличичу. наступного сезону покращив свою результативність, 15 разів вразивши ворота суперників в іграх чемпіонату, найбільше серед гравців «фіалок».

### «Мілан»
Влітку 2017 року новим клубом хорвата став «Мілан», до якого він приєднався на умовах оренди з обов'язковим викупом. У складі «россонері» протягом сезону 2017/18 регулярно отримував ігровий час, проте повторити високу результативність, яку демонстрував у «Фіорентіні», не зміг — лише 6 забитих голів у 41 матчі в усіх змаганнях.

### «Атлетіко»
Влітку 2018 року став гравцем мадридського «Атлетіко», в якому не був основним нападником і протягом сезону взяв участь у 24 матчах в усіх турнірах, забивши чотири голи.

### Повернення до Італії
А 2 вересня 2019 року повернувся до Італії, де його за 2 мільйони терміном на один сезон орендував клуб «Рома». Орендна угода передбачала можливість викупу контракту нападника за 9 мільйонів євро. Протягом сезону взяв участь у 19 матчах «вовків» у всіх турнірах, відзначившись п'ятьма голами.
Римський клуб не став викупати права на хорватського нападника. Натомість 5 жовтня 2020 року той уклав дворічний контракт з іншим представником Серії A, «Вероною». Відіграв за цю команду півтора роки, взявши участь у 34 іграх усіх турнірів, забивши 6 голів.

### Повернення до Хорватії
6 лютого 2022 року повернувся на батьківщину, уклавши контракт з рідним «Хайдуком».

## Кар'єра за збірну
У середині 2000-х був серед основних нападників юнацьких і молодіжної збірних Хорватії. Забив 27 голів у 32 матчах на юнацькому рівні, а також 4 голи у 9 матчах за «молодіжку».
У травні 2008 року дебютував у національній збірній Хорватії. А вже наступного місяця був учасником тогорічного чемпіонату Європи, де в одному з матчів групового етапу вийшов на заміну.
Протягом наступних років регулярно викликався до лав збірної, проте отримував значно менше ігрового часу, ніж Маріо Манджукич, що грав в аналогічному стилі таранного форварда.
Напередодні Євро-2012 був включений до заявки національної команди як заміна травмованому Івиці Оличу, проте в усіх матчах команди на турнірі залишався на лаві для запасних.
Також як резервний гравець розпочинав й чемпіонат Європи 2016 року, але на заключну гру групового етапу проти діючих континентальних чемпіонів, іспанців, був включений до стартового складу. Повністю виправдав довіру тренерського штабу, ставши автором гола і результативної передачі, які принесли хорватам перемогу з рахунком 2:1. А в грі 1/8 фіналу проти майбутніх переможців першості, португальців, вийшов на поле наприкінці основного часу, за рахунку 0:0, проте не зміг допомогти своїй команді вирвати перемогу, натомість саме хорвати пропустили у додатковий час і вибули з боротьби.
Був включений до заявки хорватської збірної на чемпіонат світу 2018. У першій грі групового етапу проти збірної Нігерії відмовився виходити на поле на заміну, пославшись на біль у спині. Оскільки це вже був третій випадок, коли Калинич відмовлявся виходити на заміну в іграх збірної, тренерський штаб ухвалив рішення відрахувати його з команди на мундіалі.
| Дата       | Місто                   | Господарі          | Результат  | Гості      | Турнір               | Голи | Примітки  |
| ---------- | ----------------------- | ------------------ | ---------- | ---------- | -------------------- | ---- | --------- |
| 24-5-2008  | Рієка                   | Хорватія           | 1 – 0      | Молдова    | товариський матч     | -    | 62'       |
| 16-6-2008  | Клагенфурт-ам-Вертерзеє | Хорватія           | 1 – 0      | Польща     | ЧЄ 2008 - 1-й етап   | -    | 74'       |
| 1-4-2009   | Андорра-ла-Велья        | Андорра            | 0 – 2      | Хорватія   | Відбір до ЧС 2010    | -    | 78'       |
| 17-11-2010 | Загреб                  | Хорватія           | 3 – 0      | Мальта     | Відбір до ЧЄ 2012    | 1    | 60'       |
| 9-2-2011   | Пула                    | Хорватія           | 4 – 2      | Чехія      | товариський матч     | 2    | 63'       |
| 26-3-2011  | Тбілісі                 | Грузія             | 1 – 0      | Хорватія   | Відбір до ЧЄ 2012    | -    |           |
| 29-3-2011  | Сен-Дені                | Франція            | 0 – 0      | Хорватія   | товариський матч     | -    | 56'       |
| 3-6-2011   | Спліт                   | Хорватія           | 2 – 1      | Грузія     | Відбір до ЧЄ 2012    | 1    | 46'       |
| 10-8-2011  | Дублін                  | Ірландія           | 0 – 0      | Хорватія   | товариський матч     | -    | 73'       |
| 2-9-2011   | Та-Калі                 | Мальта             | 1 – 3      | Хорватія   | Відбір до ЧЄ 2012    | -    | 46'       |
| 6-9-2011   | Загреб                  | Хорватія           | 3 – 1      | Ізраїль    | Відбір до ЧЄ 2012    | -    | 87'       |
| 7-10-2011  | Афіни                   | Греція             | 2 – 0      | Хорватія   | Відбір до ЧЄ 2012    | -    | 61' — 77' |
| 25-5-2012  | Пула                    | Хорватія           | 3 – 1      | Естонія    | товариський матч     | 1    |           |
| 11-9-2012  | Брюссель                | Бельгія            | 1 – 1      | Хорватія   | Відбір до ЧС 2014    | -    | 88'       |
| 12-10-2012 | Скоп'є                  | Північна Македонія | 1 – 2      | Хорватія   | Відбір до ЧС 2014    | -    | 72'       |
| 7-6-2013   | Загреб                  | Хорватія           | 0 – 1      | Шотландія  | Відбір до ЧС 2014    | -    | 70'       |
| 10-6-2013  | Женева                  | Хорватія           | 0 – 1      | Португалія | товариський матч     | -    | 67'       |
| 10-9-2013  | Чонджу                  | Південна Корея     | 1 – 2      | Хорватія   | товариський матч     | 1    | 72'       |
| 11-10-2013 | Загреб                  | Хорватія           | 1 – 2      | Бельгія    | Відбір до ЧС 2014    | -    | 46'       |
| 15-10-2013 | Единбург                | Шотландія          | 2 – 0      | Хорватія   | Відбір до ЧС 2014    | -    | 59'       |
| 7-6-2015   | Загреб                  | Хорватія           | 4 – 0      | Гібралтар  | товариський матч     | -    | 57'       |
| 3-9-2015   | Баку                    | Азербайджан        | 0 – 0      | Хорватія   | Відбір до ЧЄ 2016    | -    | 83'       |
| 6-9-2015   | Осло                    | Норвегія           | 2 – 0      | Хорватія   | Відбір до ЧЄ 2016    | -    | 72'       |
| 10-10-2015 | Загреб                  | Хорватія           | 3 – 0      | Болгарія   | Відбір до ЧЄ 2016    | 1    | 85'       |
| 13-10-2015 | Та-Калі                 | Мальта             | 0 – 1      | Хорватія   | Відбір до ЧЄ 2016    | -    | 60'       |
| 17-11-2015 | Ростов-на-Дону          | Росія              | 1 – 3      | Хорватія   | товариський матч     | 1    | 75'       |
| 23-3-2016  | Осієк                   | Хорватія           | 2 – 0      | Ізраїль    | товариський матч     | -    | 56'       |
| 27-5-2016  | Копривниця              | Хорватія           | 1 – 0      | Молдова    | товариський матч     | -    |           |
| 4-6-2016   | Рієка                   | Хорватія           | 10 – 0     | Сан-Марино | товариський матч     | 3    | 55'       |
| 21-6-2016  | Бордо                   | Хорватія           | 2 – 1      | Іспанія    | ЧЄ 2016 - 1-й етап   | 1    |           |
| 25-6-2016  | Ленс                    | Хорватія           | 0 – 1 д.ч. | Португалія | ЧЄ 2016 - 1/8 фіналу | -    | 88'       |
| 5-9-2016   | Загреб                  | Хорватія           | 1 – 1      | Туреччина  | Відбір до ЧС 2018    | -    | 80'       |
| 6-10-2016  | Шкодер (місто)          | Косово             | 0 – 6      | Хорватія   | Відбір до ЧС 2018    | 1    | 59'       |
| 9-10-2016  | Тампере                 | Фінляндія          | 0 – 1      | Хорватія   | Відбір до ЧС 2018    | -    | 87'       |
| 24-3-2017  | Загреб                  | Хорватія           | 1 – 0      | Україна    | Відбір до ЧС 2018    | 1    | 87'       |
| 24-3-2017  | Рейк'явік               | Ісландія           | 1 – 0      | Хорватія   | Відбір до ЧС 2018    | -    | 63'       |
| 2-9-2017   | Загреб                  | Хорватія           | 1 – 0      | Косово     | Відбір до ЧС 2018    | -    | 72'       |
| 5-9-2017   | Ескішехір               | Туреччина          | 1 – 0      | Хорватія   | Відбір до ЧС 2018    | -    | 45' 62'   |
| 9-11-2017  | Загреб                  | Хорватія           | 4 – 1      | Греція     | Відбір до ЧС 2018    | 1    | 76'       |
| 12-11-2017 | Афіни                   | Греція             | 0 – 0      | Хорватія   | Відбір до ЧС 2018    | -    | 78'       |
| 24-3-2018  | Маямі                   | Перу               | 2 – 0      | Хорватія   | товариський матч     | -    | 64'       |
| 8-6-2018   | Осієк                   | Хорватія           | 2 – 1      | Сенегал    | товариський матч     | -    | 46'       |
| Усього     |                         | Матчів             | 42         |            | Голів (8 місце)      | 15   |           |

## Титули і досягнення
- Володар Суперкубка УЄФА (1):

Атлетіко (Мадрид): 2018
- Володар Кубка Хорватії (2):

«Хайдук»: 2021-22, 2022-23
Збірні
- Віце-чемпіон світу: 2018